# Station Diepholz
Station Diepholz (Bahnhof Diepholz) is een spoorwegstation in de Duitse plaats Diepholz, in de deelstaat Nedersaksen. Het station ligt aan de spoorlijn Wanne-Eickel - Hamburg en is een halte voor de Regional-Expresstreinen en soms een enkele Intercity. De spoorlijn werd van 1881 tot 1883 verdubbeld en in de jaren 60 geëlektrificeerd.

## Geschiedenis
Het stationsgebouw werd in 1871-1872 gebouwd en op 15 mei 1873 geopend. Zowel het stationsgebouw als ook het voormalige postgebouw en hoofdzakelijk het westelijke deel zijn nog in oorspronkelijke toestand en hoort tot het historisme. 
Andere gebouwen waren goederen- en locomotiefloodsen, een waterstation, kolenschuur en een bijgebouw, die in 1979 afgebroken werden.
In 1923 werd een nieuwe, naar het oosten afbuigende, spoorlijn naar Sulingen en Nienburg voor reizigersvervoer geopend.
De spoorlijn Diepholz-Sulingen werd vanaf 1966 niet meer voor reizigersvervoer gebruikt. Tegenwoordig wordt de spoorlijn gebruikt voor goederentreinen naar Exxon-Mobil in Barenburg en BTR-Logistik in Rehden. Het trajectdeel Sulingen-Nienburg is in 1997 stilgelegd en afgebroken.
In 2010 werd een tunnel voor het autoverkeer onder het station geopend.

## Treinverbindingen
De volgende treinserie doet station Diepholz aan:
| Serie | Treinsoort                       | Route                                                                         | Bijzonderheden                                              |
| ----- | -------------------------------- | ----------------------------------------------------------------------------- | ----------------------------------------------------------- |
| RE 9  | Regional-Express (DB Regio Nord) | (Bremerhaven-Lehe – Bremerhaven Hbf – ) Bremen Hbf – Diepholz – Osnabrück Hbf | Rijdt 1x per twee uur tussen Bremerhaven-Lehe en Bremen Hbf |